# 真貫流
真貫流（しんぬきりゅう）とは、奥山左衛門大夫忠信が開いた剣術流派。心抜流、心貫流、信抜流とも表記される。

## 概要・歴史
開祖の奥山忠信については、上泉信綱の弟子、上泉信綱の師、丸目長恵の弟子、浅山一伝斎の師と様々な伝承があり実像を確定しがたい。
広島藩で学ばれた剣術のひとつであり、永山大学が三原浅野家に召し抱えられたことにより広島に伝わった。なお、信抜流の表記を用いるようになったのはこの永山大学からとされる。
現存するのは広島県三原市に伝わった系統のみであるが、居合が大きな割合を占めているなど本来の真貫流とは異なった内容になっている。

## 伝系
広島藩にて師範を務めた原家にあった史料が原爆により焼失したため不明な点が多い。
現在の宗家は第十九代の川瀬一道（川瀬機工株式会社代表取締役社長）であり、佐分利流槍術と併伝される形で信抜流居合剣法（居合術）として継承されている。
奥山左衛門大夫忠信（初代）→長尾美作守鎮家（二代）→益永軍兵衛尉盛吉（三代）→益永軍兵衛尉盛次（四代）→永山大学入道信楽（五代）→（六代～十六代）→吉永俊二（十七代）→川瀬元一（十八代）→川瀬一道（十九代）

## 形名称（居合術のもの）
- 面当常
- 山東
- 日西
- 四方詰
- 柳風
- 瀧下
- 無之剣
- 飛雲
- 空撫
- 追刺
- 裏刀切
- 廻刀車
- 斜撃
- 車冠
- 席落
- 尺咫